# Kepler-16
Kepler-16 eller KOI-1611, är en dubbelstjärna belägen i den norra delen av stjärnbilden Svanen. Den har en skenbar magnitud av ca 12 och kräver ett kraftfullt teleskop för att kunna observeras. Baserat på parallax enligt Gaia Data Release 2 på ca 13,29 mas, beräknas den befinna sig på ett avstånd på ca 245 ljusår (75 parsek) från solen. Den rör sig närmare solen med en heliocentrisk radialhastighet på ca -32 km/s.

## Egenskaper
Primärstjärnan Kepler-16 A är en orange till gul stjärna i huvudserien av spektralklass K V. Den har en massa som är ca 0,69 solmassa, en radie som är ca 0,65 solradie och utsänder energi från dess fotosfär motsvarande ca 0,15 gånger solen vid en effektiv temperatur av ca 4 500 K. Följeslagaren Kepler-16 B är en röd dvärg av spektraltyp M med en massa av ca 0,20 solmassa och en radie av ca 0,23 solradie och utsänder energi från dess fotosfär motsvarande ca 0,0057 gånger solen vid en effektiv temperatur av ca 3 300 K. Stjärnorna är separerade med 0,22 AE och har en omloppsbana med excentricitet ca 0,159, en halv storaxel på ca 0,224 kring med en omloppsperiod av 41,079 dygn.

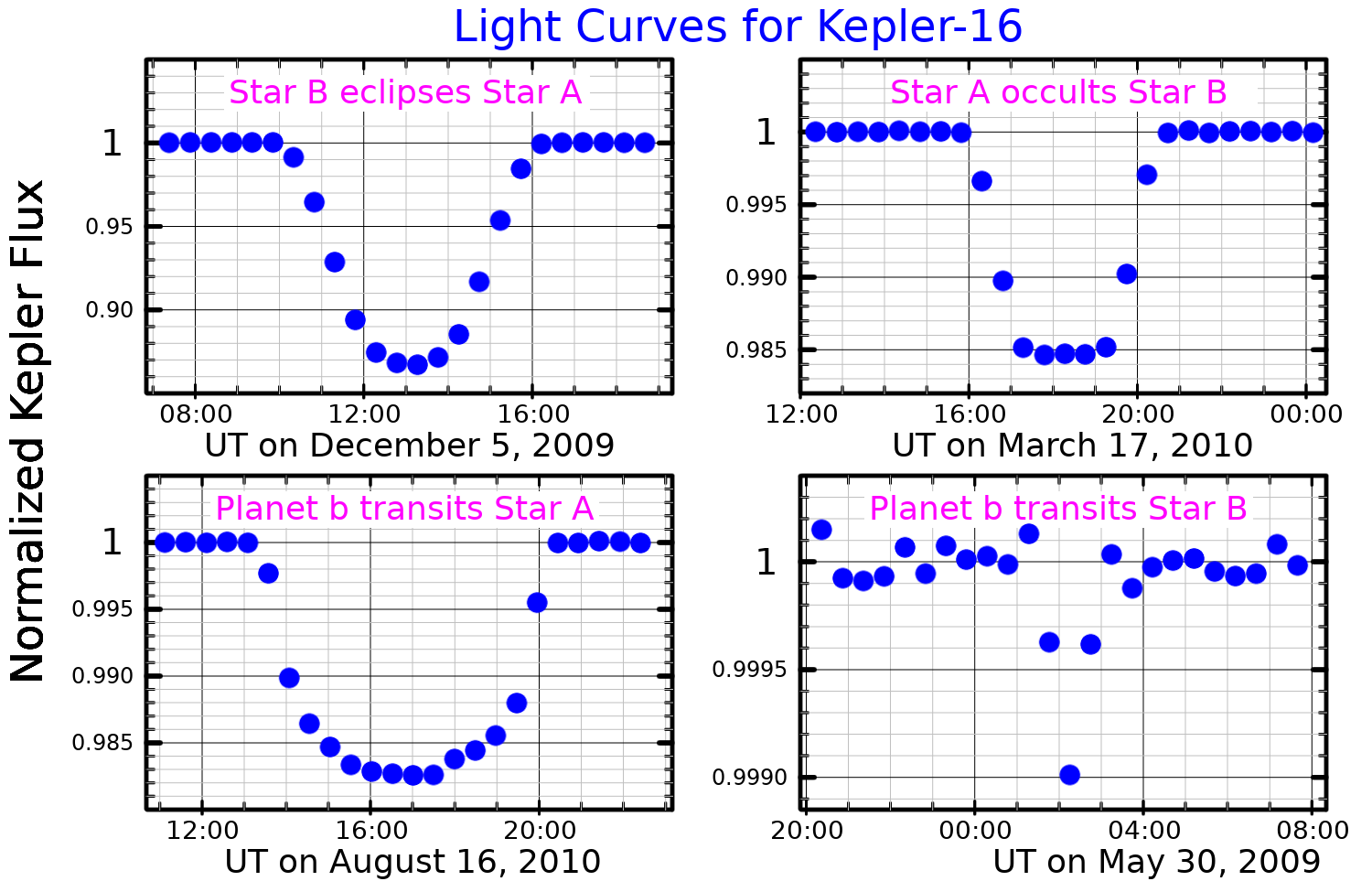
Ljuskurvor för Kepler-16-systemet, anpassade från Doyle et al. (2011)

Kepler-16-systemets två stjärnor förmörkar varandra när de kretsar kring varandra. Den större och ljusare primärstjärnan förmörkas delvis av följeslagaren i cirka sex timmar och ljusstyrkan sjunker med ca 0,15 magnitud. Följeslagaren är helt ockulterad av primärstjärnan i cirka två timmar, men den totala ljusstyrkan sjunker bara med cirka 0,02 magnitud.

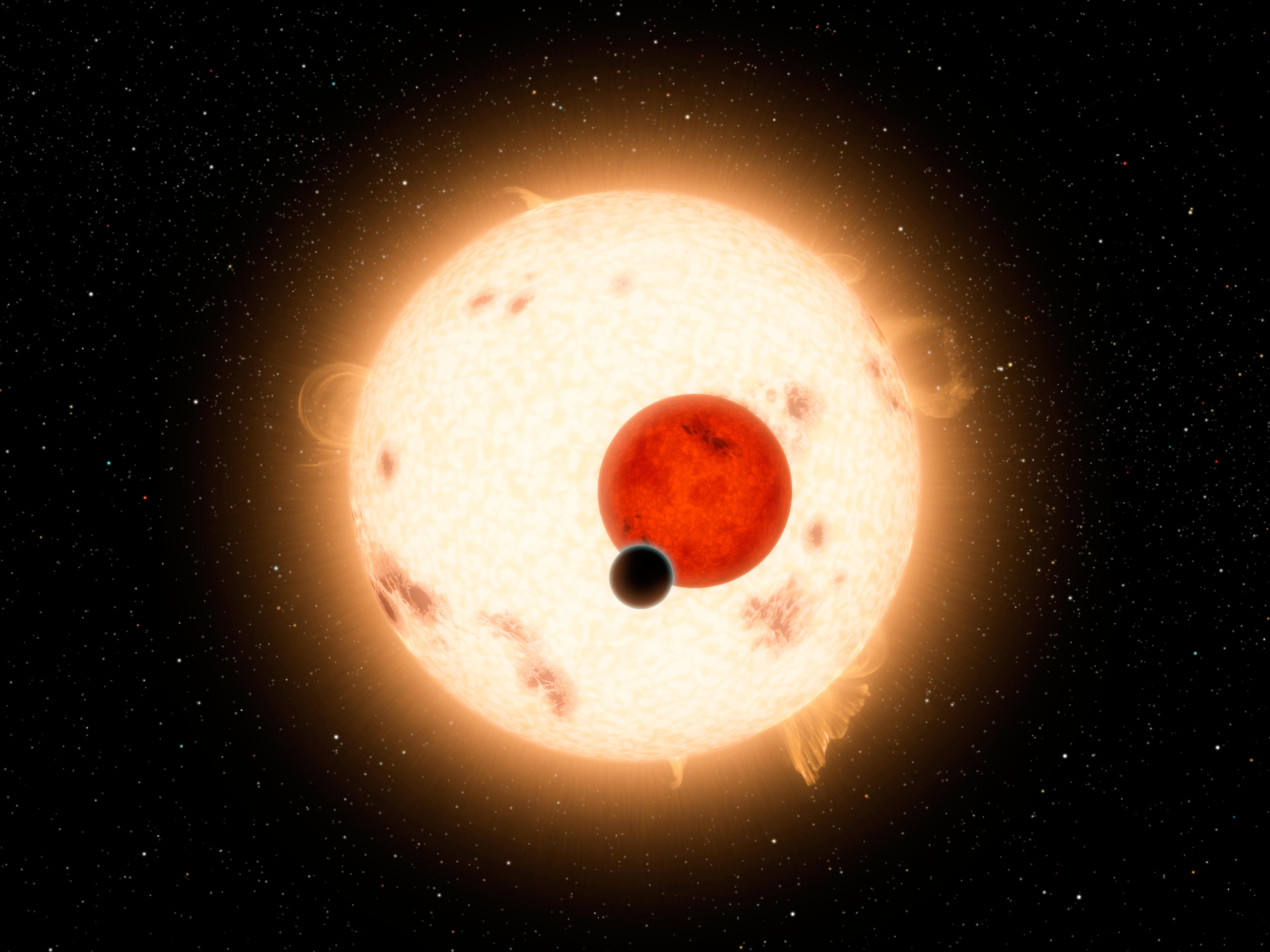
En konstnärs återgivning av Kepler-16-systemet, som visar binärstjärnan som kretsar runt av Kepler-16b. Foto: NASA / JPL-Caltech

Det finns också svaga förmörkelser orsakade av en stor exoplanet. När denna passerar över primärstjärnan sjunker ljusstyrkan med något mer än vid följeslagarens förmörkelse. När den passerar följeslagaren sjunker ljusstyrkan med 0,001 magnitud.

## Planetsystem
Exoplaneten Kepler-16b är en gasjätte som kretsar kring de två stjärnorna i Kepler-16-systemet. Planeten har en massa motsvarande en tredjedel av Jupiters massa och är något mindre än Saturnus med en radie av 0,7538 Jupiterradier, men är tätare. Kepler-16b har en nästan cirkulär bana med en omloppsperiod av 228,776 dygn.
| Planet | Massa    | Halv storaxel (AE) | Siderisk omloppstid (d) | Excentricitet | Inklination | Radie     |
| ------ | -------- | ------------------ | ----------------------- | ------------- | ----------- | --------- |
| b      | 0,333 MJ | 0,7048             | 228,776                 | 0,0069        | 90,032°     | 0,7538 RJ |